# Cimmerosiro
Genre
Cimmerosiro est un genre d'opilions cyphophthalmes de la famille des Parasironidae.

## Distribution
Les espèces de ce genre se rencontrent en Grèce, en Turquie et en Géorgie.

## Liste des espèces
Selon World Catalogue of Opiliones (21/02/2024) :
- Cimmerosiro juberthiei Karaman, Mitov & Snegovaya, 2024
- Cimmerosiro krivolutskyi Karaman, Mitov & Snegovaya, 2024
- Cimmerosiro rhodiensis Karaman, Mitov & Snegovaya, 2024

## Systématique et taxinomie
Le genre Cimmerosiro a été créé en 2024 par Ivo Mladen Karaman (d), Plamen Genkov Mitov (d) et Nataly Yurievna Snegovaya (d).

## Publication originale
- (en) Ivo M. Karaman, Plamen G. Mitov et Nataly Snegovaya, « Parasironidae fam. nov., a Cimmerian lineage of Mediterranean Cyphophthalmi (Opiliones), with the description of three new genera and four new species », European Journal of Taxonomy, France, vol. 921,‎ 2024, p. 173–209 (ISSN 2118-9773, lire en ligne).